# The Blues (Pete Fountain)
| Recensione | Giudizio |
| ---------- | -------- |
| AllMusic   |          |

The Blues è un album del clarinettista jazz statunitense Pete Fountain, pubblicato dall'etichetta discografica Coral Records nell'agosto del 1959.

## Tracce

### LP
Lato A
1. St. Louis Blues – 3:07 (musica: W. C. Handy)
2. Blue Fountain – 3:51 (musica: Frank Scott, Stan Wrightsman)
3. Columbus Stockade Blues – 3:22 (Jimmie Davis, Eva Sargent)
4. Aunt Hager's Blues – 2:45 (musica: W. C. Handy)
5. Lonesome Road – 2:56 (testo: Gene Austin – musica: Nat Shilkret)
6. The Memphis Blues – 2:51 (testo: George A. Norton – musica: W. C. Handy)

Lato B
1. My Inspiration – 3:08 (musica: Bob Haggart, Ray Bauduc, Hilton "Nappy" LaMare)
2. Wang Wang Blues – 3:08 (testo: Leo Wood – musica: Gus Mueller, Buster Johnson, Henry Busse)
3. Beale Street Blues – 2:45 (W. C. Handy)
4. Wabash Blues – 2:48 (testo: Dave Ringle – musica: Fred Meinken)
5. Five Point Blues – 3:41 (musica: Yank Lawson)
6. Bayou Blues – 2:53 (musica: Morty Corb)

- Durata brani (non accreditati sull'album originale) ricavati dalla ristampa dell'album pubblicato nel 1972 dalla Decca Records (DL 75375)

## Musicisti
St. Louis Blues / Blue Fountain / Wang Wang Blues
- Pete Fountain – clarinetto
- Charles Bud Dant – direttore orchestra
- Mannie Klein – tromba
- Conrad Gozzo – tromba
- Art Depew – tromba
- Jackie Coon – tromba
- Moe Schneider – trombone
- William Schaeffer – trombone
- Harold Diner – trombone
- Peter Lofthouse – trombone
- Wilbur Schwartz – strumento a fiato
- Eddie Miller – strumento a fiato
- Babe Russin – strumento a fiato
- Matty Matlock – strumento a fiato
- Chuck Gentry – strumento a fiato
- Stan Wrightsman – pianoforte
- Morty Corb – contrabbasso
- Jack Sperling – Jack Sperling

Columbus Stockade Blues / Lonesome Road / My Inspiration / Wabash Blues / Bayou Blues
- Pete Fountain – clarinetto
- Charles Bud Dant – direttore orchestra
- Mannie Klein – tromba
- Conrad Gozzo – tromba
- Art Depew – tromba
- Shorty Sherock – tromba
- Moe Schneider – trombone
- William Schaeffer – trombone
- Harold Diner – trombone
- Peter Lofthouse – trombone
- Jack Dumont – strumento a fiato
- Eddie Miller – strumento a fiato
- Russ Cheever – strumento a fiato
- Babe Russin – strumento a fiato
- William Ulyate – strumento a fiato
- Stan Wrightsman – pianoforte
- Morty Corb – contrabbasso
- Jack Sperling – batteria

Aunt Hager's Blues / The Memphis Blues / Beale Street Blues / Five Point Blues
- Pete Fountain – clarinetto
- Charles Bud Dant – direttore orchestra
- Ray Linn – tromba
- Jackie Coon – tromba
- John Best – tromba
- Art Depew – tromba
- Moe Schneider – trombone
- William Schaeffer – trombone
- Harold Diner – trombone
- Peter Lofthouse – trombone
- Jack Dumont – strumento a fiato
- Russ Cheever – strumento a fiato
- Eddie Miller – strumento a fiato
- Babe Russin – strumento a fiato
- Chuck Gentry – strumento a fiato
- Stan Wrightsman – pianoforte
- Morty Corb – contrabbasso
- Jack Sperling – batteria

Note aggiuntive
- Burt Korall – note retrocopertina album originale[2]